# مؤامرة برات ديمولو

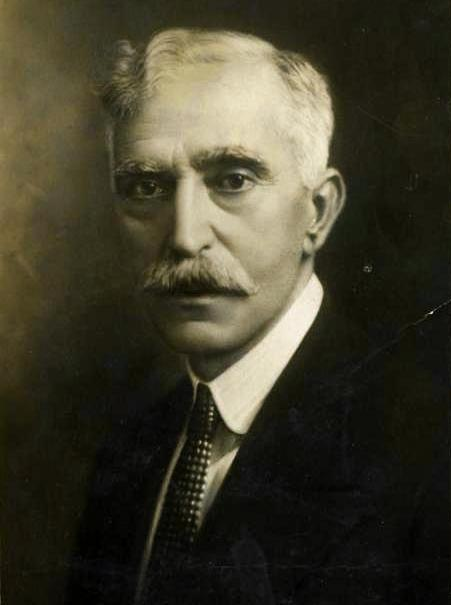
فرانسيسك ماسيا الذي أصبح فيما بعد رئيسًا لحكومة كتالونيا (1932-1933)، كان قائد غزو كاتالونيا الفاشل من الحدود الفرنسية.

مؤامرة برات ديمولو (بالإسبانية: Complot de Prats de Molló)‏ المعروفة في التأريخ الكاتالونية باسم (fets of Prats de Molló) وهو الاسم الكتالوني لقرية Prats-de-Mollo-la-Preste الموجودة في مقاطعة روسيون الفرنسية. وهي محاولة عسكرية لغزو كتالونيا نفذت من فرنسا للحصول على استقلالها وخطط لها فرانسيسك ماسيا وحزب دولة كتالونيا. وقد اكتشفت تلك المؤامرة وإجهضت سنة 1926. وتألفت الخطة في اختراق رتلين (واحد من سانت لوران دي سيردان، والآخر من كولداريس) حيث يقوما باحتلال أولوت واعلان الجمهورية الكاتالونية [الإسبانية].

## الاستعدادات
ساعد انقلاب بريمو دي ريفيرا وسياسته المضادة للكاتالونية بقيام  حزب دولة كتالونيا بالتمرد. فكشف فرانسيسك ماسيا زعيم الحزب ذو 64 عاما بوضوح في 7 أكتوبر 1923 قبل فراره إلى كاتالونيا الفرنسية أن الهدف الرئيسي لحزبه هو تشكيل ائتلاف موسع مع المنظمات العمالية والأحزاب الجمهورية الكاتالونية ومع القوميين الراديكاليين الباسك والغاليسيين للقيام بحركة تمرد من شأنه أن ينهي الدكتاتورية. ولتحقيق ذلك شكل في باريس ميليشيا أسماها اسكاموتز (escamots) -حيث اضطر للانتقال إليها من بيربينيا بأمر من الشرطة الفرنسية عقب وقوع حوادث أثناء الاحتفال من بعيد الزهور في تولوز- وأنها ستؤدي وظيفة قيادة التمرد، وبدأ في جمع الأموال لشراء العتاد العسكري اللازم. وعلى الصعيد الدولي اتصل ماسيا بالحركات القومية الأوروبية التي ليست لها دول والقوميون الفلبينيون لتشكيل عصبة الأمم المضطهدة، التي تأسست في سبتمبر 1924، والتي أضحت مركزا للدعاية وجماعة ضغط أمام عصبة الأمم. وكانت خطة ماسيا الأولية هي شن غارة عبر الحدود تمكنه بالسماح باحتلال بما يكفي من الأراضي للفت انتباه العالم والمطالبة بحل «المسألة الكاتالونية».
في يناير 1925 التقى ماسيا في باريس مع ممثلين من CNT والقوميين الباسك الراديكاليين (المسيطرين على الحزب القومي الباسكي) لتنظيم انتفاضة في وقت واحد في كاتالونيا وإقليم الباسك، وأن تدعمها مظاهرات في المناطق الإسبانية الأخرى، وسيكون لديهم أيضا دعم من بعض الجنود. من هذا الاجتماع نشأ «ميثاق التحالف الحر» الذي تم بموجبه إنشاء لجنة عامة ثورية أو لجنة عمل توجه الانتفاضة. ومولت القروض تلك المؤامرة وقيمتها نحو تسعة ملايين بيزيتا، وأنشئ أعضاء مليشيا اسكاموتز عدة مخابئ للسلاح بين أبريل وأغسطس قرب الحدود الفرنسية الإسبانية. في غضون ذلك أبقت الشرطة الفرنسية ماسيا تحت المراقبة المشددة بسبب قيادته مؤامرة ضد الحكومة الإسبانية كما هو مسجل في تقرير لوزارة الداخلية الفرنسية.
في يونيو نظمت مجموعات سرية من حزب دولة كتالونيا والعمل الكتالاني ماسمي بمؤامرة غراف لاغتيال فاشلة ضد ملك اسبانيا على ساحل مدينة غراف.
وفي أكتوبر 1925 سافر ماسيا إلى موسكو للحصول على دعم من الحكومة السوفيتية والكومنترن. وكان معه أندريه نين مترجما حيث كان يعمل في ذلك الوقت لدى الكومنترن، وتمكن من مقابلة بوخارين وزينوفييف اللذان وعداه بالمساعدة المالية والعسكرية، ولكنها لم تصله أبداً. ووفقا لجوسيب كارنر-ريبالتا الذي كان مرافقا لماسيا إلى موسكو:"بعد بضعة أيام عودتنا إلى باريس علمنا أن زينوفييف وأصدقاؤه كانوا قد طردوا من الحكومة وحرمهم ستالين من جميع السلطات. ربما لهذا السبب لم يأت الممثل الموعود إلى مؤتمر الشيوعية الدولية الثالث في باريس ولا بالطبع المال الموعود" الذي قدره المؤرخ إدواردو غونزاليس كاليخا ب 400,000 بيزيتا. ومن ناحية أخرى عندما عاد ماسيا إلى باريس كان كل من الاتحاد الوطني للعمل (CNT) والقوميين الباسك ممانعين على «اتفاق موسكو». وبالنهاية ألغى ماسيا الاتفاق مع الشيوعيين في ربيع 1926، والسبب كما قال:«أننا أدركنا أن هناك أناسًا يوعدون بالمساعدة ولكنهم دائمًا يخلفون ولايساهمون بما وعدوا به ومايفعلونه هو للاستفادة من اسمنا ومنظماتنا ليظهروا أنفسهم هيبتها ويطلقوا حملاتهم» وفقا لماسيا.

## الانطلاق

علم استقلال كاتالونيا الذي كان من المقرر أن يرفع بمجرد احتلال جزء كبير من الإقليم وإعلان جمهورية كاتالونيا.

وخلال وجوده في باريس اتصل ماسيا بمجموعة من الإيطاليين المنفيين ومنهم بيبينو غاريبالدي حفيد البطل التوحيد الإيطالي الذي في الحقيقة لم يكن معارضا للفاشية لكنه عميل مزدوج يعمل لحساب شرطة موسوليني السياسية. وبفضل هذا علم بريمو دي ريفيرا تفاصيل مؤامرة الغزو. والعديد من هؤلاء المنفيين الطليان وعددهم بين 50 و 100- وكثير منهم ساهم في عمليات قتالية مع فيلق غاريبالدي [الإنجليزية] خلال الحرب العظمى.
بعد فشل محاولة الانقلاب في يونيو 1926 المعروفة باسم سانخوانادا قرر ماسيا المضي في تنفيذ خطته لغزو كتالونيا عبر الحدود الفرنسية. وكانت خطته تتألف من اختراق اسكاموتز برات ديمولو في كاتالونيا الفرنسية عند الفجر حيث يعبران الحدود الإسبانية الفرنسية ويسقطان الطرق الجبلية حتى ضواحي أولوت حيث ستنضم إليهما عدة مجموعات أخرى. وبعد أخذهم أولوت يذهبون إلى برشلونة حيث سيتم الإعلان عن الإضراب العام، الذي سيعتمد على تعاون جزء من الحامية في برشلونة، حيث سيعلن عن الجمهورية الكاتالونية. كان من المأمول أن يثير هذا الإعلان ثورات في مناطق إسبانية أخرى. كانت إستراتيجية المفاجأة على أولوت عاصمة منطقة لاغروشا ومهاجمة ثكنات الحرس المدني والجيش. في هذه اللحظة سيقومون بنشر أخبار إعلان الجمهورية الكاتالونية من خلال محطة إذاعة نقلونها بأنفسهم. وكان من المتوقع عند تلقي أخبار العملية أن الشعب الكتلالي سيثور. فيقومون بعدها ببناء معسكر في جبل لاس غوليراس ليكون قاعدة لهم.

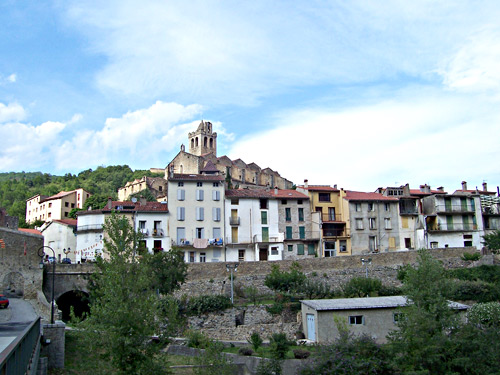
برات ديمولو حاليا

في 30 أكتوبر أعطى ماسيا أوامره بالتحرك للعملية المجيدة، رتل من سانت لوران دي سيردان، والآخر من كولداريس بين ذلك اليوم و 1 نوفمبر. في حين أسس ماسيا مقر القيادة في منزل ريفي بالقرب من برات ديمولو. كانت خطة التعبئة هي أن مجموعة من الرجال الذين كانوا يرتدون ملابس المشي لمسافات طويلة سيغادرون باريس والمدن الفرنسية الأخرى - بوردو وتولوز وليون وبربينيان - كأعضاء في مجموعة تسلق الجبال لتذهب إلى جبل كانيجو. ويحملون أسلحة مخبأة وهواتف ميدانية [الإنجليزية] ومواد صحية ومطبوعات دعائية وعلم كتالونيا الذي سيرفع في برج الجرس في أول بلدة تقع بأيديهم.
وكما هو متوقع فإن عملية الغزو كانت فاشلة منذ البداية لأن الشرطة الفرنسية كانت متيقظة ولديها معلومات -على ما يبدو عن طريق تسرب من مجموعة غاريبالدي-، ولم تواجه صعوبة كبيرة في وقف معظم المشتركين بالمؤامرة بالقرب من الحدود الإسبانية (اعتُقل 111 شخصاً). قُبض على ماسيا في اليوم الرابع في منزله الريفي. وفي تلك الأثناء في برشلونة ألقت الشرطة الإسبانية التي كانت على علم أيضًا بالعملية القبض على المتورطين في المؤامرة في المناطق الداخلية من كاتالونيا.

## المحاكمة

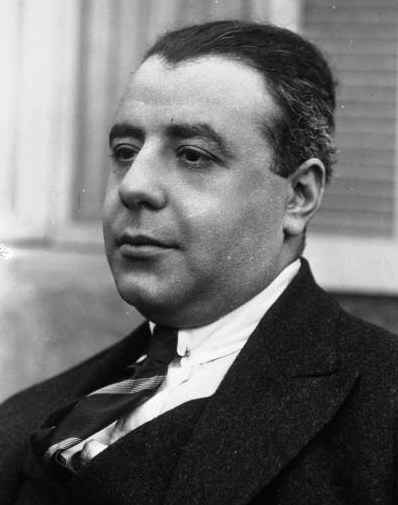
هنري توريس محامي الدفاع عن ماسيا.

نُقل ماسيا إلى بيربينيا وأخذ معه بقية المعتقلين، حيث احتجزوا في ثكنة فوج المشاة السنغاليين. وبعدها ببضعة أيام طرد معظم المعتقلين من فرنسا، في حين نقلوا العقول المدبرة للعملية إلى باريس لمحاكمتهم. فاحتلت أنباء المؤامرة الكتالونية والمحاكمات صفحات الصحف الأوروبية والأمريكية، وهو مامثل دعما قويا للقضية الكتالونية. فأصبح ماسيا البالغ من العمر 67 عامًا شخصية مشهورة في فرنسا وشبه أحيانًا بدون كيشوت. وحوكم 18 من المتورطين في باريس ومنهم 16 كتالوني وإيطاليين اثنين (أحدهما غاريبالدي الحفيد).
قال فرانسيسك ماسيا في بداية الاستجواب نيابة عن جميع المتهمين إن المتآمرين مثلوا الروح المتمردة لكاتالونيا المظلومة، وبعد بضعة أيام في مقابلة مع صحيفة لو بوتي جورنال برروا محاولة الغزو: «كاتالونيا المستقلة عن أسبانيا لن تكون أكثر سعادة بالمعنى الروحي ولكن أيضا بالمعنى الاقتصادي». خلال التحقيق اعترف ماسيا حسب سجلات المحاكمة:«أنه أعد ونظم بعثة مسلحة لهزم السلطة وإعلان الجمهورية الكاتالونية المستقلة».

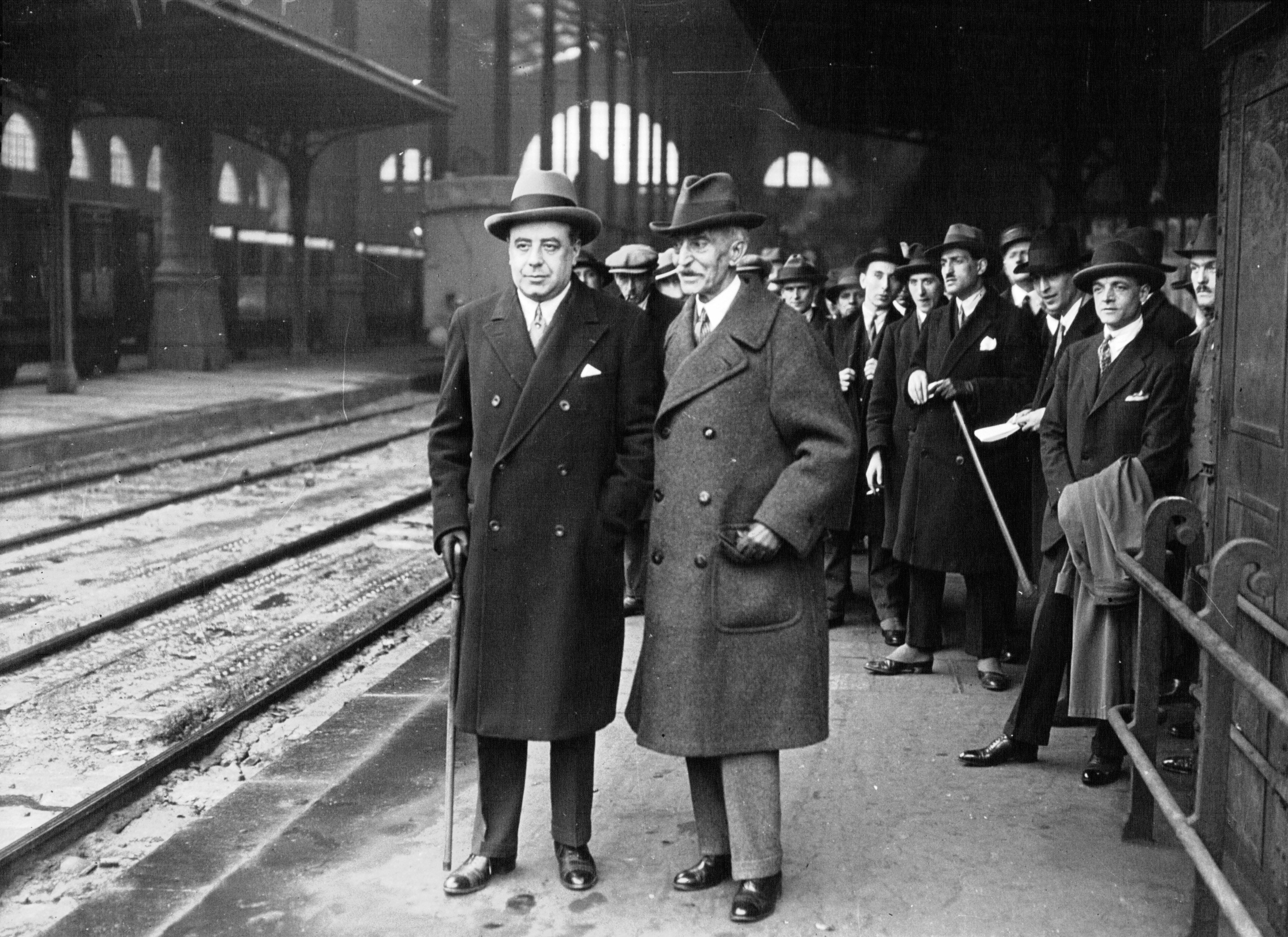
فرانسيسك ماسيا مع محاميه هنري توريس على وشك مغادرة باريس بعد المحاكمة.

أما ماسيا وبفضل جهود محامي دفاعه هنري توريس المتفانية فقد حُكم عليه بالسجن لمدة شهرين فقط، ولأنه كان قد خدمهم بالفعل في الحبس فقد أُفرج عنه فوراً. ودفع غرامة قدرها 100 فرنك مقابل حيازة الأسلحة بصفة غير قانونية وطرد إلى بلجيكا.
وحكم على غاريبالدي بالسجن لمدة شهرين ودفع غرامة قدرها 100 فرنك وبقية المتهمين إلى السجن لمدة شهر و 50 فرنكًا غرامة. وقد أُفرج عنهم جميعاً، لأن الأحكام كانت أدنى من المدة التي قضوها في الاحتجاز السابق للمحاكمة وطُردوا إلى بلجيكا.